# Schlacht bei Champaubert
Frühjahrsfeldzug 1813
Lüneburg – Möckern – Halle – Großgörschen – Gersdorf – Bautzen – Reichenbach – Nettelnburg – Haynau – Halberstadt – Luckau
Herbstfeldzug 1813

Großbeeren – Katzbach – Dresden – Hagelberg – Kulm – Dennewitz – Göhrde – Altenburg – Wittenberg – Wartenburg – Liebertwolkwitz – Leipzig – Torgau – Hanau – Hochheim – Danzig
Winterfeldzug 1814

Épinal – Colombey – Brienne – La Rothière – Champaubert – Montmirail – Château-Thierry – Vauchamps – Mormant – Montereau – Bar-sur-Aube – Soissons – Craonne – Laon – Reims – Arcis-sur-Aube – Fère-Champenoise – Saint-Dizier – Claye –  Paris
Sommerfeldzug von 1815

Quatre-Bras – Ligny – Waterloo – Wavre – Paris
Die Schlacht bei Champaubert fand am 10. Februar 1814 in der Umgebung des Ortes Champaubert in Frankreich im Departement Marne statt. Es war eine Schlacht des Winterfeldzuges 1814 der Befreiungskriege und die erste Schlacht in Napoleons Sechs-Tage-Feldzug gegen die Schlesische Armee, die unter dem Befehl von Marschall Blücher stand. In der Schlacht stand die französische Armee unter Napoleon einem zahlenmäßig weit unterlegenen Korps der Koalitionstruppen unter dem russischen General Olsufiew gegenüber. Das Korps Olsufiew wurde fast vollständig aufgerieben, Olsufiew selbst geriet in napoleonische Gefangenschaft.

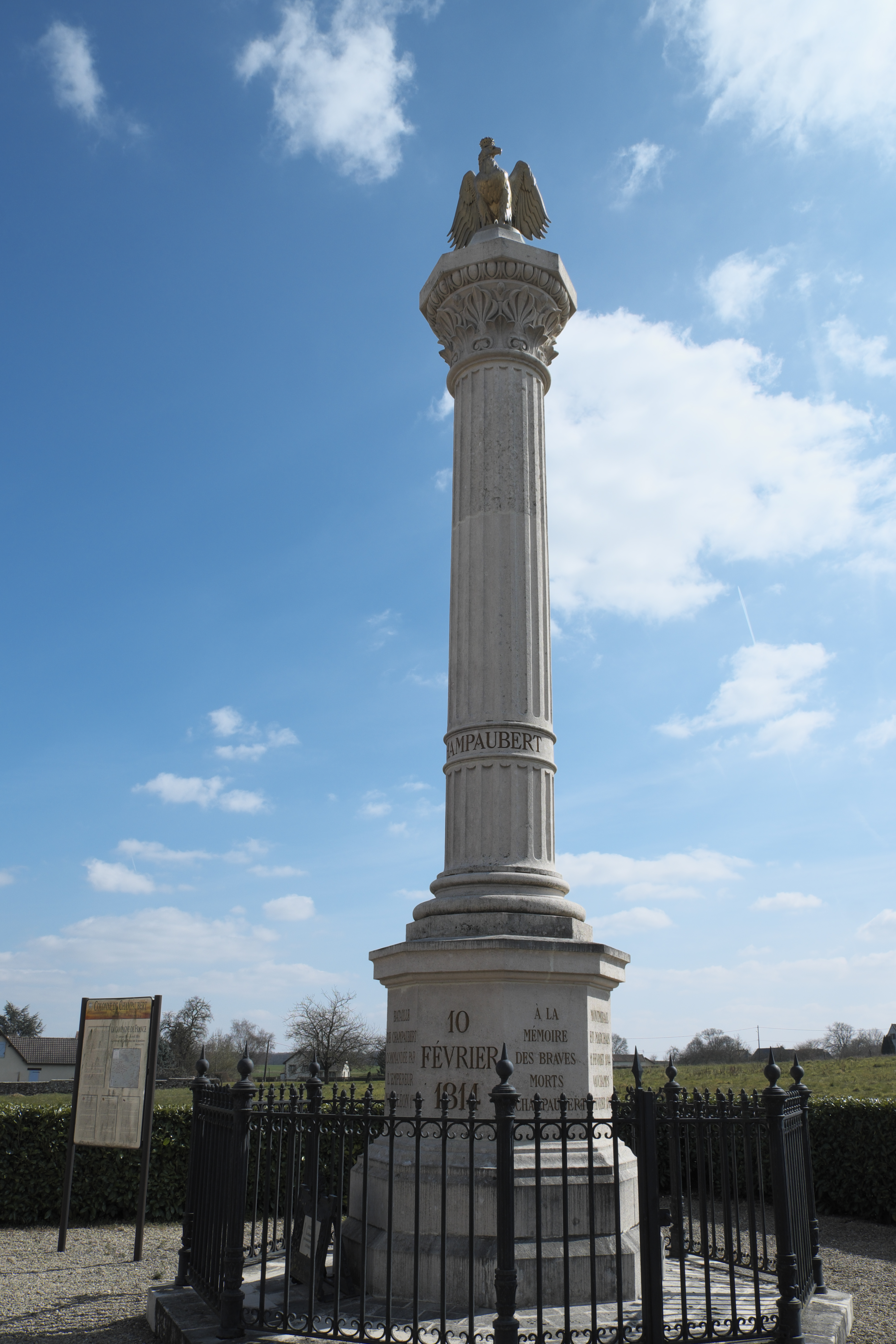
Gedenksäule für die Schlacht bei Champaubert

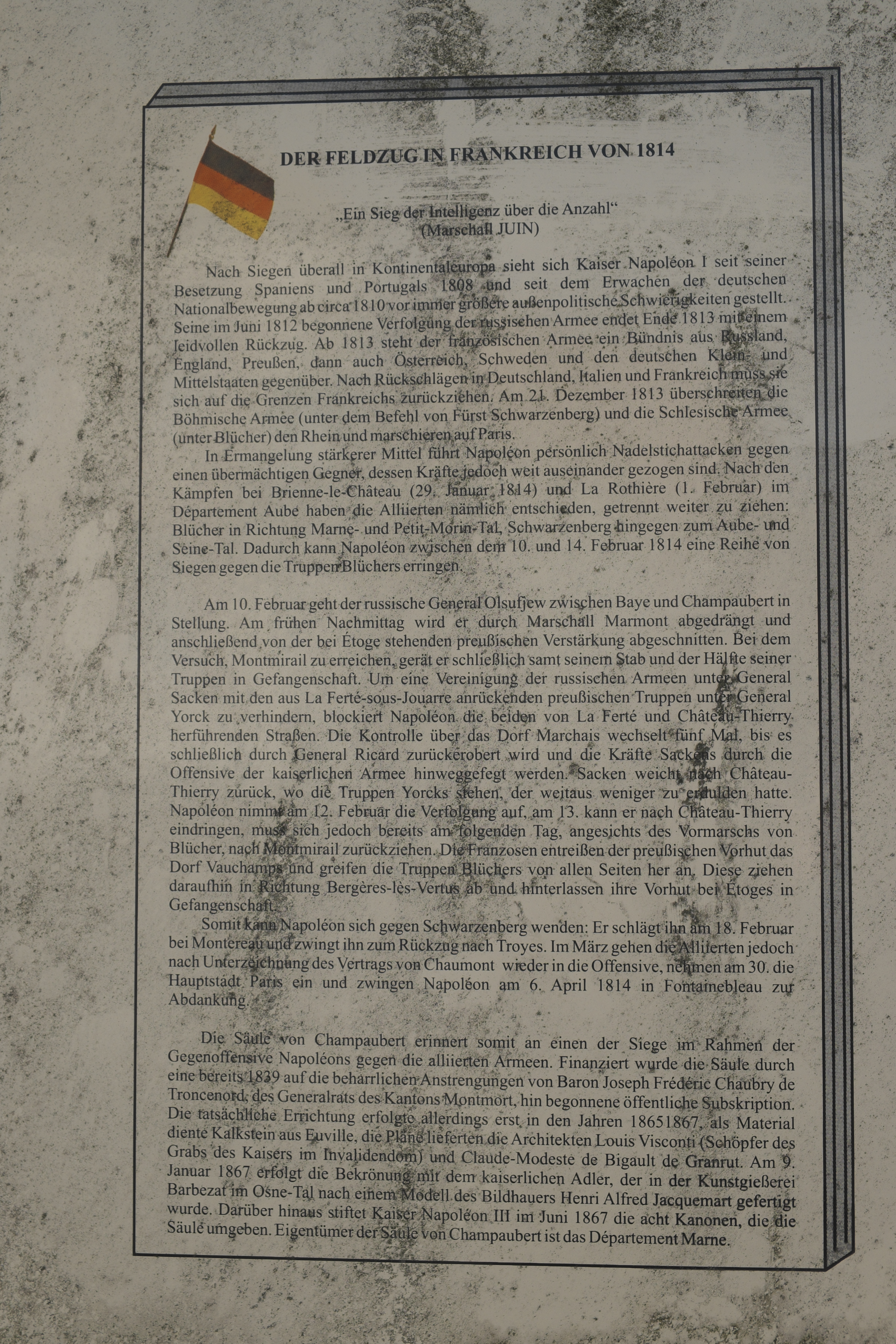
Erklärungstafel an der Gedenksäule für die Schlacht bei Champaubert

## Vorgeschichte

### Die Bewegungen der Koalitionstruppen vom 2. bis 9. Februar 1814
Nach der gewonnenen Schlacht bei La Rothière am 1. Februar 1814 befanden sich die Marschälle der Koalitionstruppen in einer Hochstimmung. Schwarzenberg schrieb in einem Brief, Blücher werde sich in fünf Tagen in Paris befinden. Doch standen den weiteren Operationen der Koalitionstruppen einige Hindernisse entgegen.
- Zuerst die schlechte Versorgungslage der Truppen: Einen Nachschub an Lebensmitteln aus der Heimat gab es nicht, beide Armeen mussten sich aus dem Lande versorgen, was fast unmöglich war in der noch heute dünn besiedelten Region, deren Bevölkerung sich den Koalitionstruppen gegenüber ablehnend verhielt.
- An zweiter Stelle die schlechte Aufklärung der Koalitionstruppen: Von der Bevölkerung erhielt sie keine oder gezielt falsche Informationen über den Verbleib der napoleonischen Truppen, und der Aufklärungserfolg der eigenen Reiterei war schlecht; die einlaufenden Nachrichten oft widersprüchlich oder einfach falsch.
- An dritter Stelle die schlechten Wegverhältnisse: Zwar waren die Hauptstraßen nach Paris befestigt und gepflastert, aber alle Wege abseits davon waren unbefestigt und wurden nach Tauwetter grundlos und für Geschütze und Trosswagen fast unpassierbar.
- An vierter Stelle stand die winterliche Witterung, die zu vielen Krankheitsfällen in den Truppen führte.

Unter diesen Voraussetzungen beschlossen die Monarchen und Marschälle am 2. Februar 1814, dass die beiden Armeen der Koalitionstruppen auf getrennten Wegen nach Paris marschieren sollten.

#### Die Verfolgung der napoleonischen Armee durch dieBöhmische Armee
Das Gros der Böhmischen Armee sollte sich auf der wesentlich weiter südlich verlaufenden Straße über Troyes auf Paris zu bewegen. Zur Aufklärung wurde am 3. Februar 1814 auf ausdrücklichen Wunsch Zar Alexanders die leichte Division der Garde-Kavallerie unter General Oscherowski über die Brücke von Dienville nach Westen ausgesandt. Oscherowski ließ noch am selben Tage zutreffend berichten, Napoleon habe sich mit dem Gros der französischen Armee auf Troyes zurückgezogen und seine Truppen dort mit den Divisionen der Alten Garde unter Marschall Mortier zusammengeführt, nur das Korps des Marschalls Marmont und eine provisorische Kavallerie-Division unter Bordesoulle ständen bei Arcis-sur-Aube. Als Konsequenz ordnete Fürst Schwarzenberg als Oberbefehlshaber der Koalitionstruppen an, dass sich die Korps Wrede und Wittgenstein auf Arcis-sur-Aube zuzubewegen hätten, die Korps des österreichischen Generals Gyulay und des Kronprinzen von Württemberg über Dienville nach Troyes ziehen und das österreichische Korps Colloredo mit den russischen und preußischen Garden und Kürassieren von Vendeuvre auf Troyes ziehen sollten.
Die napoleonischen Truppen in Troyes befanden sich in gut geschützter Stellung, da die Flüsse in der winterlich niederschlagsreichen Zeit über die Ufer getreten waren und die Flussniederungen annähernd unpassierbar waren. So verlegte die Barse den Zugang nach Troyes von Osten aus Vendeuvre und die Seine den Zugang aus Süd-Osten von Bar-sur-Seine. Die Alte Garde kontrollierte die Straßen und Brücken durch ihre Positionen in Les Maisons Blanches und La Guillotière.
Am 4. Februar 1814 befahl Napoleon der Division Michel der Alten Garde mit den Dragonern unter Briche zur Erkundung entlang der Straße nach Bar-sur-Seine vorzurücken. Bei Saint-Thibault trafen sie auf die Vorhut des Korps Colloredo und bezogen dort Stellung. Nach Einbruch der Dunkelheit ergab sich noch ein kleines Gefecht um die Seine-Brücke in Clérey, die in der Hand der Franzosen blieb.
Am nächsten Tag, dem 5. Februar 1814, griff die Alte Garde nochmals an und eroberte eine weitere Seine-Brücke, zog sich dann aber auf ausdrücklichen Befehl Napoleon nach Troyes zurück. Darauf griffen die Österreicher bei Dunkelwerden die französische Nachhut an, um die wichtige steinerne Brücke über die Barse bei La Guillotière zu erobern, blieben aber in dem sumpfigen Gelände stecken. Zu dieser Stunde wurde Graf Colloredo im Gefecht verletzt und musste den Befehl über sein Korps an den Grafen Bianchi abgeben.
Am 5. Februar 1814 verließ das französische Korps Marmont Arcis-sur-Aube, nachdem es die Brücke dort zerstört hatte, und marschierte nach Mery-sur-Seine, wo es sich wieder mit der Division Ricard vereinte. Am 6. Februar 1814 zog es nach Nogent-sur-Seine weiter.
Am gleichen Tage, dem 6. Februar 1814, verließen außer den Korps Mortier und Gérard alle französischen Truppen Troyes und marschierten entlang der Straße links der Seine nach Mery-sur-Seine. Napoleon nahm sein Quartier in dem Dorf Les Gès am linken Ufer der Seine.
Bei Tagesanbruch des 7. Februar 1814 verließen die restlichen französischen Divisionen Troyes nach Nordwesten und um 8.00 Uhr dieses Tages besetzten die Württemberger, von Südosten kommend, die Stadt. Die württembergische Reiterei folgte den Franzosen entlang der Seine bis Châtres und nahm noch einige hundert Nachzügler gefangen, die entweder nicht mehr marschieren konnten oder wollten.
Der Abzug der napoleonischen Armee aus Troyes wurde vom rechten Seine-Ufer aus von der Vorhut des russischen Korps Wittgenstein unter Graf Pahlen beobachtet, die am 6. Februar 1814 bei Droupt-Sainte-Marie und Droupt-Sainte-Basle rechts der Seine stand.
Am 7. Februar 1814 konnte Graf Pahlen die Teile der Stadt Mery-sur-Seine besetzen lassen, die rechts der Seine lagen. Die hölzerne Brücke über den Fluss war bereits zerstört. Russische und französische Scharfschützen beschossen sich über den Fluss hinweg.
Am 8. Februar 1814 dann besetzten die Russen unter Graf Pahlen auch die Ortsteile links der Seine und am 9. Februar 1814 war schließlich das ganze Korps Wittgenstein herangekommen. Wittgenstein nahm sein Quartier in Mery-sur-Seine. Das bayerisch-österreichische Korps Wrede löste die Württemberger zwischen Troyes und Les Gès ab. Alle anderen Korps der Böhmischen Armee hatten vom 7. bis 9. Februar 1814 Ruhetage.
Fürst Schwarzenberg verlegte sein Hauptquartier nach Troyes und verblieb bis dort zum 9. Februar 1814.

#### Die Bewegungen derSchlesischen Armee
Am 2. Februar 1814 abends hatte die Schlesische Armee noch Braux nördlich von Brienne erreicht, am 3. Februar 1814 erreichte sie Saint-Quen.
Am Abend des 4. Februar 1814 stand Blücher mit dem Korps Sacken in Fère-Champenoise und das Korps Olsufiew hatte Sommesous besetzt. An diesem Tage hatte Blücher Sicherheit darüber erhalten, dass das französische Korps MacDonald Châlons-en-Champagne besetzt hatte, und beschloss mit seinen Männern dorthin zu marschieren.
Am Abend des 5. Februar 1814 stand die Schlesische Armee mit den 24.000 Mann der russischen Korps unter Sacken und Olsufiew in Soudron und Vatry, westlich von Châlons-en-Champagne.
In der Nacht auf den 6. Februar 1814 traf von General Yorck die Meldung ein, dass das Korps MacDonald am Morgen des Vortages Châlons-en-Champagne geräumt habe und abgezogen sei, aber von den Preußen unter Yorck verfolgt werde. Am 6. Februar 1814 gab Blücher daher neue Befehle heraus und entschied, dass das Korps Sacken auf der so genannten kleinen Pariser Straße über Bergères-lès-Vertus, Étoges und Montmirail nach Westen marschieren sollte. Blücher hoffte, dem französischen Korps MacDonald so den Weg nach Paris versperren zu können. Das Korps Olsufiew sollte Sacken im Abstand eines Tagesmarsches folgen.
Am 8. Februar erreichte das Korps Sacken Montmirail und das Korps Olsufiew Étoges.
Am 9. Februar 1814 marschierten Olsufiews Männer wenige Kilometer weiter bis Champaubert, während das Korps Sacken auf Befehl Blüchers in Montmirail stehen blieb.
Am 10. Februar 1814 marschierten Sackens Truppen weiter bis La Ferté-sous-Jouarre.
Blücher selbst wartete auf das Eintreffen des preußischen Korps unter Kleist (10.000 Mann) – über Koblenz von Erfurt kommend – und eines aus Teilen des Korps Langeron gebildeten neuen russischen Korps unter Kapzewitsch (8.000 Mann), das von Mainz her kam. Kleists Korps traf am 7. Februar 1814 in Châlons-en-Champagne ein, das Korps Kapzewitsch am 8. Februar 1814. Beide Korps führten sehr wenig Kavallerie mit sich, ein Umstand, der sich wenige Tage später in der Schlacht von Vauchamps als wesentlicher Nachteil erwies.
Blücher nahm am 9. Februar 1814 um 17.00 Uhr sein Hauptquartier in dem ehrwürdigen Château D'Étoges. Dort hatte er außer den 21 Mann seiner Stabswache keine Truppen bei sich. Bereits wenig später traf ein Kurier Olsufiews in Blüchers Hauptquartier ein und berichtete über das Eintreffen französischer Kavallerie in Baye am Petit Morin. Sofort mussten die Männer der Stabswache zur Erkundung der näheren Umgebung ausrücken, um zu prüfen, ob französische Truppen schon in unmittelbarer Nähe seien. Noch in der Nacht ging Blücher mit seinem Stab nach Vertus zurück.

### Die Bewegungen des preußischen Korps Yorck und des französischen Korps MacDonald vom 2. bis 9. Februar 1814
Das preußische Korps unter General Yorck war am 2. Februar 1814 mit 18.000 Mann auf dem Marsch von Saint-Dizier nach Vitry-le-Francois. Diese Stadt hatte der französische Marschall MacDonald vom Norden, aus den Niederlanden kommend, bereits am 1. Februar 1814 erreicht. Vor den heranrückenden preußischen Truppen zog er sich am 2. Februar 1814 wieder nordwärts auf der Straße nach Châlons-en-Champagne zurück. Das Yorcksche Korps folgte ihm am 3. Februar 1814 und bei dem Dorf La Chaussée-sur-Marne kam es zu einem mehrstündigen Reitergefecht mit mehreren Treffen, bei dem sich die preußische Kavallerie durchsetzte und das Korps MacDonald zwang, sich in einem Nachtmarsch auf Châlons-en-Champagne zurückzuziehen.
Am 4. Februar 1814 gelangte auch das Korps Yorck dorthin, doch die Stadt war von den Truppen MacDonalds besetzt und wurde energisch verteidigt. Yorck sandte einen Parlamentär zu MacDonald, der diesen zur Kapitulation aufforderte. MacDonald lehnte ab, und die preußischen Truppen begannen am Abend, die Stadt zu beschießen. Allerdings ebbte der Beschuss bald ab und endete noch vor 22.00 Uhr, worüber sich die französischen Offiziere wunderten. Der Grund lag darin, dass die preußischen Soldaten in dem Vorort Saint-Memmie soviel Champagner gefunden hatten, dass sie schon bald ihre Geschütze nicht mehr bedienen konnten. In den Kellern von Saint-Memmie soll nach den Exzessen der Preußen der Champagner so hoch gestanden haben, dass man ihn mit Pferdeeimern herausschöpfen konnte. Die Kavallerie wagte nicht, in den Ort einzurücken, weil die Straßen mit Glasscherben übersät waren. Zahlreiche angetrunkene preußische Infanteristen, die sich vom Rausche übermütig vor den Stadtmauern zeigten, verloren durch französische Scharfschützen ihr Leben.
Der Magistrat der Stadt präsentierte den Preußen später eine exakte schriftliche Aufstellung über den Verlust von 57.000 Flaschen Champagner in einer Nacht.
Am nächsten Morgen, dem 5. Februar 1814, zog MacDonald mit seinen Truppen unbehelligt über die nach Süden führende Marne-Brücke ab. Er entschied sich aber bald, nach Westen auf Epernay zu marschieren, da die weiter südlich führende Straße über Étoges und Montmirail durch Truppen Blüchers bereits verlegt war. MacDonald hatte keine Hemmungen, die mittelalterliche Brücke Pont des Mathurins über die Marne von seinen Pionieren sprengen zu lassen. Danach ließ er eine Batterie Geschütze auf dem südlichen Ufer Stellung nehmen, die durch ihren Beschuss die Preußen einen Tag lang daran hinderte, die Brücke wieder instand zu setzen.
In der Nacht vom 4. auf den 5. Februar 1814 zog auch die französische Besatzung von Vitry-le-Francois unter General Montmarie über Cernon ab und schloss sich dem Korps MacDonald an. Die Franzosen nahmen alle Geschütze aus dem Depot der Stadt mit und zerstörten auch hier die Marne-Brücke hinter sich. Auf ihrem Zug nach Norden wurden sie von den Russen bei Vatry bemerkt, die sie zu stellen versuchten, aber nicht genug Kavallerie bei sich hatten, um eine erfolgreiche Verfolgung durchzuführen. Über Bergerés-les-Vertus entkamen die Franzosen nach Epernay.
Vom 7. bis 9. Februar 1814 zogen die Truppen von MacDonald und Yorck im Abstand eines Tagesmarsches hintereinander am linken, südlichen Marneufer entlang nach Westen. Am 7. Februar 1814 mussten sich die Preußen vor Épernay mit der Nachhut des Korps MacDonald auseinandersetzen, die sie mit Artillerie beschoss. Als die preußische Infanterie später Épernay besetzte, ritt ihre Kavallerie noch bis Troissy und verwickelte die französische Nachhut dort nochmals in ein kurzes Gefecht.
In der folgenden Nacht und den Tagesstunden des 8. Februar 1814 zog sich das französische Korps MacDonald bis Château-Thierry zurück, die Preußen folgten bis zu dem Dorf Blesmes unmittelbar östlich von Château-Thierry. Bis in die Abendstunden hinein marschierten die Franzosen über die Marne-Brücke auf das rechte, nördliche Ufer und sprengten noch in der Nacht die Brücke hinter sich.
Am 9. Februar 1814 zog das Gros der Franzosen nach La Ferté-sous-Jouarre, ließen aber auch hier wieder ein Bataillon in Château-Thierry am Marne-Ufer zurück, das durch Beschuss die Preußen bis zum Mittag daran hinderte, mit der Wiederherstellung der Marnebrücke zu beginnen. In La Ferté-sous-Jouarre überschritten die Truppen MacDonalds noch einmal die Marne und wurden auf dem linken, südlichen Ufer unerwartet und heftig von der Kavallerie des russischen Korps Sacken angegriffen, die bereits von Montmirail herübergekommen war. Die Franzosen zogen sich in der Folge nach Trilport zurück, wo sie zum dritten Male die Marne überschritten und auch hier wieder die Brücke sprengten.
Das Gros des preußischen Korps Yorck stand am 8. Februar 1814 noch bei Dormans und Épernay. Yorcks Truppen waren durch schlechte Ausrüstung und mangelhafte Versorgung behindert und weit auseinandergezogen. Erst nach zwei weiteren Tagen stand das gesamte Korps Yorck bei Château-Thierry auf dem Südufer der Marne. Die zerstörte Marnebrücke setzte es mühsam behelfsmäßig wieder instand, indem man zwischen den Brückenstümpfen einen Kahn verankerte und darauf einen provisorischen Pfeiler aufrichtete.

### Die Bewegungen der Napoleonischen Truppen
Napoleon hatte gegenüber den Koalitionstruppen den Vorteil einer exzellenten Aufklärung – zumal im Heimatland – und der Unterstützung der Bevölkerung. Andererseits stand er auch unter starkem Druck, da vielfach Zweifel daran bestand, dass er sich gegen den übermächtigen Feind werde durchsetzen können. Nach der verlorenen Schlacht bei La Rothiére vom 1. Februar 1814 suchte eine Welle von Desertionen Napoleons Truppe heim. Selbst seine eigenen Marschälle zweifelten: So verließ MacDonald für einige Tage seine Truppe und ging nach Paris, um den Verbleib seiner Familie zu regeln für den Fall einer Einnahme der Hauptstadt durch die Koalitionstruppen.
Nach der Schlacht bei La Rothière am 1. Februar 1814 war Napoleon mit seiner Armee nach Troyes an der Seine marschiert, wo er zunächst blieb. Vor der heranrückenden Übermacht der Böhmischen Armee verließ er Troyes mit seinen Truppen am 6. Februar 1814 und 7. Februar 1814 und traf selbst am 7. Februar 1814 in Nogent-sur-Seine ein.
Napoleon war über die Bewegungen der Schlesischen Armee in diesen Tagen recht genau informiert: Am 7. Februar 1814 erfuhr er, dass das Korps MacDonald Chalons geräumt hatte und entlang der Marne nach Westen zog, verfolgt von dem preußischen Korps Yorck. Am gleichen Tage beschloss Napoleon, von Nogent-sur-Seine über Sézanne nach Norden vorzurücken. Hierzu ordnete er ab: 8.000 Mann der Alten Garde unter Marschall Mortier, 6.000 Mann der Jungen Garde unter Marschall Ney und Marmonts Korps mit 6.000 Mann, weiter die Garde-Kavallerie unter Grouchy mit 6.000 Reitern und zwei weitere Kavallerie-Korps mit je 2.000 Reitern, insgesamt 30.000 Mann, davon mindestens 10.000 Mann zu Pferde.
Zum Schutz gegen die Böhmische Armee ließ Napoleon bei Nogent-sur-Seine zwei Korps unter Victor und Gérard zurück. Ein neu eingeteiltes Korps wurde unter das Kommando von Oudinot gestellt und stand bei Provins und Nangis nordwestlich von Nogent-sur-Seine. Ebenso blieb das Kavallerie-Korps Milhaud an der Seine zurück.
Das Korps Marmont führte den Vorstoß nach Norden an: Am 7. Februar erreichte es von Nogent-sur-Seine kommend bereits die Höhe von Fontaine-Denis auf der Straße nach Sézanne, nördlich von Villenauxe. Die Vorhut des Korps erreichte schon in den frühen Nachtstunden Barbonne.
Am nächsten Tag, dem 8. Februar 1814, zog das Korps durch Sézanne und vertrieb ein paar hundert Kosaken von dort. Diese Kosaken unterstanden an jenem Tage dem russischen General Sacken, dem sie auch Meldung über das Erscheinen der französischen Truppen machten, Blücher wurde aber an diesem Tage nicht informiert.
Am Nachmittag erreichte die Infanterie des Korps Chapton und seine Kavallerie erkundete das Tal des Petit Morin, wo es die Brücke bei Saint-Prix unbeschädigt und benutzbar vorfand. Aber die Artillerie und alle Munitionswagen waren wegen des schlechten Zustandes der Wege in Sézanne zurückgeblieben. Marschall Marmont fand die Straße für Geschütze und Wagen unpassierbar und kehrte mit dem Gros seiner Truppen nach Sézanne zurück, wo am gleichen Tage auch die Junge Garde  unter Marschall Ney eintraf.
Am frühen Abend des folgenden 9. Februar 1814 erreichten die Kavalleristen der Vorhut des Korps Marmont, die zur Aufklärung ausgesandt waren, den Ort Baye nördlich des Petit Morin und südlich von Champaubert und trafen dort auf russische Truppen des Korps Olsufiew. Um 21.00 Uhr desselben Abends erreichte ein Kurier Olsufiews Blüchers Hauptquartier in Étoges und berichtete dort von dem Eintreffen der französischen Truppen.
Napoleon selbst traf mit der Alten Garde am 8. Februar 1814 in Villenauxe und am 9. Februar 1814 in Sézanne ein. Marschall Marmont berichtete ihm von dem Zustand der Wege, beschrieb auch die Straße nach Montmirail als unpassierbar und schlug vor, über Esternay und La Ferté-Gaucher nach Meaux zu ziehen und Verbindung mit dem Korps MacDonald zu suchen. In der Tat war der schlechte Zustand der Wege nach Norden, von denen es hieß, sie seien im Winter unpassierbar, der wesentliche Grund, warum sich die Russen entlang der gepflasterten Straße von Châlons über Champaubert nach Montmirail um eine Bedrohung von Süden nicht sorgten. Insbesondere die Sümpfe des Petit Morin um Saint-Gond galten als unpassierbar.
Mit dieser Einschätzung hatten alle einmal mehr die Aggressivität und den Durchsetzungswillen Napoleons unterschätzt: Dieser erließ einen Aufruf an die Landbevölkerung, alle verfügbaren Pferde für den Transport der Artillerie bereitzustellen und den Marsch der französischen Soldaten nach Kräften zu unterstützen. Dieser Aufruf fand ein starkes, positives Echo und noch in der Nacht zum 9. Februar 1814 zogen Napoleons Truppen nach Norden: Feste Wege waren kaum mehr auszumachen und in dem sumpfigen Gelände sanken die Männer bis über die Stiefelschäfte in den Schlamm ein. Nicht wenige verloren hier nicht nur ihr Schuhwerk, sondern auch noch die Strümpfe dazu. Der französische Kaiser engagierte sich persönlich, alle fordernd anzutreiben. Um 9.00 Uhr am Morgen des 10. Februar 1814 stand Napoleon mit der ersten kampfbereiten Division unter General Ricard am südlichen Hang des Petit Morin vor der Brücke von Saint-Prix, 14 km nördlich von Sézanne, und ordnete den Angriff.

## Die Topografie des Gefechtsfeldes
Die Straße von Sézanne nach Norden nach Épernay (heute D951) führt bei Saint-Prix über den Fluss Petit Morin. Das Flussbett liegt dort etwa 30 m tiefer als die umliegenden Höhenlagen und der nördliche Talrand ist steil (Talus-Saint-Prix). Genau bei Saint-Prix fließt der Bach Ru de Maurupt von Norden durch ein Seitental kommend in den Petit Morin. Durch dieses Seitental führte die Straße von Saint-Prix über das Dorf Baye nach Champaubert. Nordöstlich von Champaubert liegt der Wald von Étoges.

## Die Stellungen des Korps Olsufiew am Morgen des 10. Februar 1814
Olsufiew hatte am frühen Morgen von einem Offizier, der zur Erkundung ausgesandt worden war, vom Herannahen starker französischer Verbände erfahren. Er sandte General Udom mit einem Bataillon und 6 Geschützen vor, den Ort Baye zu besetzen und zu verteidigen. Westlich von Baye, oberhalb der Hänge zum Petit Morin hinab, standen zur Sicherung des Flussüberganges eine Brigade und eine kleine Geschütz-Batterie. Das Hauptkontingent Olsufiews stand bei Champaubert. Die Brücke über den Petit Morin war unbeschädigt.
Insgesamt hatte Olsufiew 3.690 Mann und 24 Geschütze und 16 Kurierpferde bei sich.

## Der Gefechtsverlauf

### Der Angriff der Franzosen

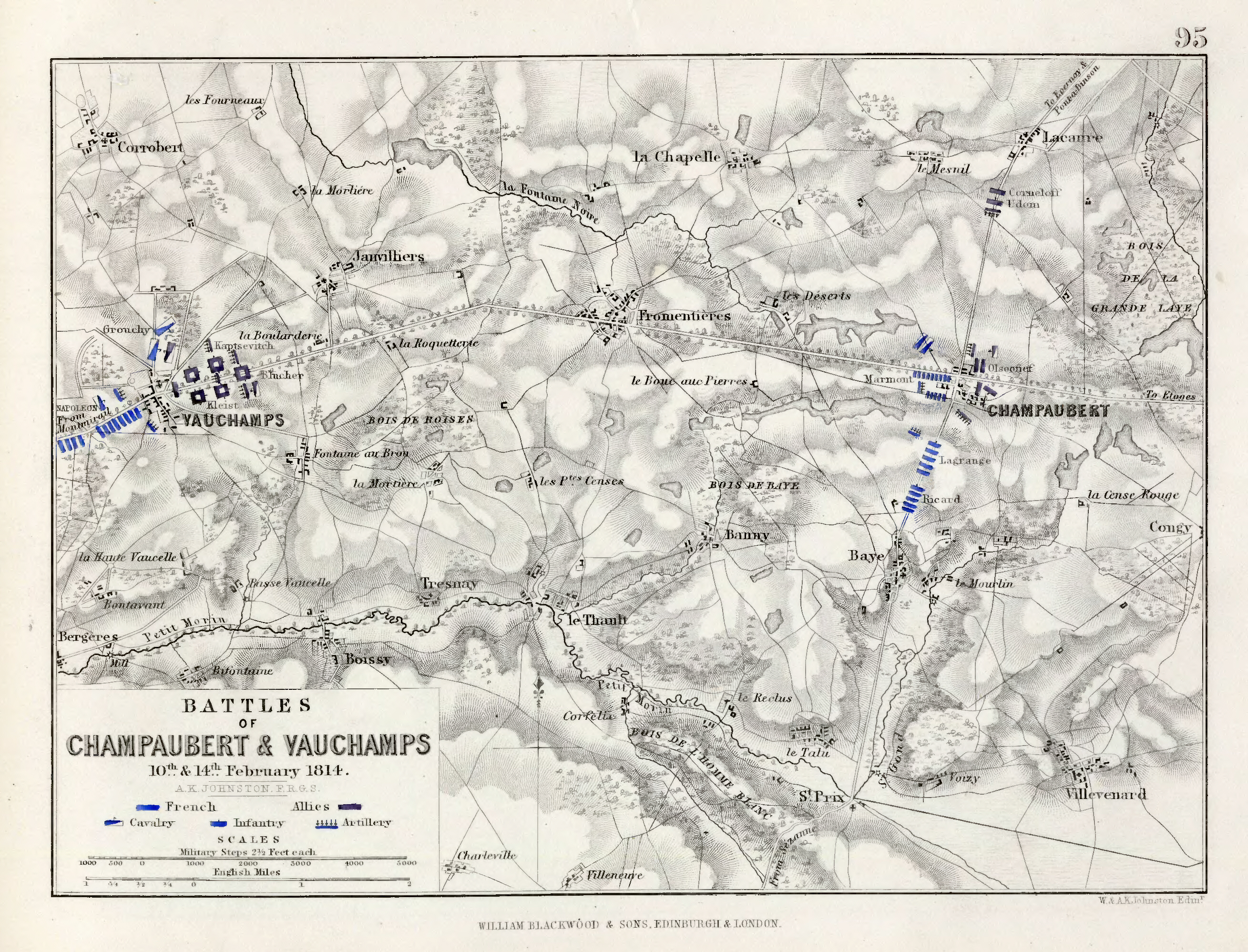
Karte aus dem Atlas of Alison's History of Europe

Das Gefecht begann bereits am frühen Morgen, als Marmonts Korps begann, den Petit Morin zu überschreiten. Die Infanteriedivision Ricard und die Kavalleristen Bordessoulles griffen mit 12 Geschützen die Russen in Baye an, die Division Lagrange mit den Reitern Doumercs und danach die Junge Garde unter Marschall Ney stiegen den Talrand westlich von Baye hinauf. Ab 9.00 Uhr kommandierte Napoleon selbst den Angriff der französischen Armee.
Olsufiew sandte zunächst auf Forderung Udoms ein zweites Bataillon und weitere Geschütze nach Baye und dann alle ihm verfügbaren Männer an den Talrand westlich von Baye, wo diese schließlich eine 2 km lange Frontlinie bis zum nächsten Dorf Bannay bildeten, das die Russen mit starken Kräften besetzten. Die Brigade Pelleport der französischen Division Lagrange griff das Dorf Bannay an, wurde aber zunächst zurückgeworfen. Hierauf sandte Napoleon die Junge Garde Marschall Neys mit aller verfügbaren Artillerie gegen Bannay.
Um 13.00 Uhr konferierte Olsufiew mit seinen Offizieren, die ihm zum Rückzug rieten, da die Umgehung und Einkesselung des russischen Korps durch die französischen Truppen drohte. Doch Olsufiew wollte die von Blücher erhaltenen Befehle erfüllen und den Franzosen standhalten. Allerdings sandte er einen weiteren Kurier zu Blücher, der diesem von der prekären Lage der Russen berichten sollte. Der Kurier traf Blücher aber im Hauptquartier nicht mehr an. Diesen hatte am frühen Morgen ein Kurier des Grafen Pahlen, der die Vorhut des Korps Wittgenstein befehligte, erreicht und berichtet, Napoleon sei persönlich mit einer Armee nach Sézanne aufgebrochen. Blücher beschloss sofort, Napoleon entgegenzutreten und befahl den Marsch seiner Truppen über Fère-Champenoise nach Sézanne. Gegen Mittag war er auch persönlich mit seinem Stabe aufgebrochen und seinen Truppen nachgeritten.

### Der Rückzug der Russen
Um 14.00 Uhr mussten Baye und Bannay geräumt werden. Napoleon nahm dies zum Anlass, einen Adjutanten mit zwei kaiserlichen Leibschwadronen und den Reitern Doumercs auszusenden, um das russische Korps westlich von Banny zu umgehen und die befestigte Straße zwischen Champaubert und Montmirail zu gewinnen und den Russen damit den Rückzug nach Westen zu verlegen.
Olsufiew befahl einem seiner höheren Offiziere, dem General Poltoraski, Champaubert mit zwei Regimentern und 9 Geschützen zu besetzen und zu halten. Er selbst versuchte sich mit dem Rest seines Korps von dort auf der Straße nach Étoges abzusetzen, was nicht mehr gelang, da die Division Ricard des Korps Marmont und die Reiter Bordessoulles diese bereits erreicht hatten und den Bajonettangriff der Russen abwehrte. Nun versuchte Olsufiew mit seinen Männern, sich entlang der Straße nach Épernay durchzuschlagen. Das war aber nicht möglich, da die leichte Reiterei der Gardekavallerie die Straße bereits erreicht hatte und diesen Fluchtweg versperrte.
Auf dem freien Terrain waren die russischen Soldaten den wiederholten Attacken der französischen Kavallerie ausgesetzt und wurden ständig von französischer Artillerie beschossen. Olsufiew selbst wurde von französischen Rekruten gestellt und gefangen genommen, die erst seit einigen Wochen Kriegsdienst taten. Unter Führung des dienstältesten, verbliebenen Offiziers, des Generals Karnilow, brachen sich die letzten kampfesfähigen Russen mit dem Bajonett einen Weg in den Wald von Étoges frei und entkamen auf Waldwegen. Von dem russischen Korps konnten sich noch 1.500 Mann in der Nacht bis Étoges durchschlagen und fanden ihren Weg zurück zur Schlesischen Armee.
Auch die Russen, die sich in Champaubert festgesetzt hatten, entkamen den Franzosen nicht: Die französische Division Ricard griff Champaubert mit Kavallerie entlang der Straße von Osten an. Als den Russen die Munition ausging, versuchten sie den schützenden Wald zu erreichen. Der Rückzug gelang nicht mehr, die Franzosen hatten die Zeit genutzt und den Waldessaum besetzt, und wiesen alle Versuche, dort Schutz zu finden, erfolgreich ab. Von Kavallerie umzingelt und von Artillerie beschossen, ergaben sich die letzten Russen schließlich. Ihr General Poltoraski ging mit ihnen in Gefangenschaft.

## Der Abend nach der Schlacht
Blücher erfuhr am Abend in Fère-Champenoise, dass das Korps Olsufiew von französischen Truppen aufgerieben worden sei und dass Napoleon bereits an der Straße nach Montmirail stände. Daraufhin beschloss Blücher noch in der folgenden Nacht, mit seinen Truppen wieder nach Bergerés-les-Vertus zurückzumarschieren.
Napoleon lud am Abend die gefangenen russischen Generale zum Diner in seinem Quartier in Champaubert. Dabei bemerkte er, dass Olsufiew kaum Französisch verstand und wandte sich daher an General Poltoraski. Zunächst war Napoleon enttäuscht, zu erfahren, dass es nur 4.000 Mann waren, die er an diesem Tage besiegt hatte. Doch dann überkam ihn Hochstimmung und er begann vor den russischen Generalen und seinen eigenen Marschällen zu prahlen:

„Morgen vernichte ich Sacken, am vierten Tage die Avantgarde Wittgensteins, am fünften werde ich Blücher einen solchen Schlag versetzen, dass er sich nicht wieder davon erholen wird, und dann schreibe ich […] dem Zaren den Frieden vor. […] Wenn wir morgen gegen Sacken einen Erfolg haben, gehen die Verbündeten schneller als sie herübergekommen sind, wieder über den Rhein zurück.“

### Napoleons Vorbereitungen für den nächsten Tag
Noch in der Nacht auf den 11. Februar 1814 sandte Napoleon General Nansouty mit der leichten Reiterei der Gardekavallerie – Dragoner und Ulanen unter Colbert und Levesque de Laferrière – nach Montmirail, das 18 km entfernt im Westen lag. Eine Infanterie-Brigade der Division Ricard hatte ihnen sofort zu folgen. In Montmirail trafen die Franzosen in der Nacht auf einen Pulk Kosaken, die sie vertrieben, soweit sie sie nicht zu Gefangenen machten.
Am 11. Februar 1814 sandte Napoleon die Division Lagrange des Korps Marmont unter Befehl des Marschalls selbst zusammen mit den Reitern Doumercs und Bordessoulles unter General Grouchy nach Étoges, 6 km im Osten, mit dem Auftrag, die napoleonischen Truppen gegen die Truppen unter Blüchers direktem Befehl zu sichern, die sich wieder bei Bergerés-les-Vertus sammelten.
Napoleon selbst wandte sich mit den restlichen Regimentern der Gardekavallerie, der zweiten Brigade der Division Ricard und den zwei Divisionen der Alten Garde nach Westen, um dem Korps Sacken entgegenzutreten, dem er noch am gleichen Tage, dem 11. Februar 1814, siegreich in der Schlacht bei Montmirail große Verluste zufügte. Nur der Abmarsch der Jungen Garde verzögerte sich. Diese hatte ihre Geschütze im Schlamm festgefahren und brauchte Stunden, um sie wieder frei zu bekommen.